# Teodósio de Fürstenberg

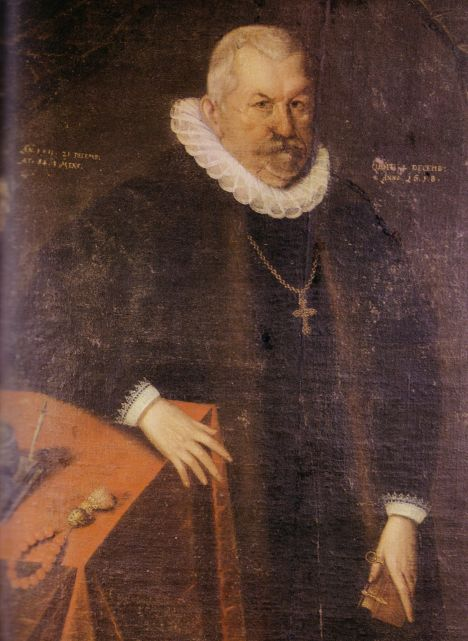
Fürstbischof Dietrich IV, tela na Faculdade de Teologia de Paderborn

Dietrich von Fürstenberg ou Theodor von Fürstenberg ou Theodericus liber baro a Furstenberg ou Theodor von Paderborn (Castelo Waterlappe, Ense, 25 de setembro de 1546 - Castelo Neuhaus em Paderborn, 4 de dezembro de 1618) foi um nobre e religioso alemão, como Dietrich IV foi Príncipe Bispo de Paderborn.

## Literatura
- Gerhard Theuerkauf: Dietrich von Fürstenberg. In: Helmut Lahrkamp unter anderem: Fürstenbergsche Geschichte. Bd.3: Die Geschichte des Geschlechts von Fürstenberg im 17. Jahrhundert. Münster, 1971 S. 28–39
- Hans Jürgen Brandt, Karl Hengst: Die Bischöfe und Erzbischöfe von Paderborn. Paderborn 1984, S. 222–228; ISBN 3-87088-381-2
- Alfred Bruns (Bearb.): Die Tagebücher Kaspars von Fürstenberg. 2 Bd., 2. Aufl.; Münster 1987.
- Bastian Gillner: Unkatholischer Stiftsadel: Konfession und Politik des Adels im Fürstbistum Paderborn (1555–1618). (= Forum für Regionalgeschichte 13); Münster 2006; ISBN 978-3-87023-107-1
- Karl Hengst: Dietrich von Fürstenberg. In: Die Bischöfe des Hl. Römischen Reiches 1448–1648. Ein biographisches Lexikon. hrsg. v. Erwin Gatz, Berlin 1995
- Jürgen Lotterer: Gegenreformation als Kampf um die Landesherrschaft: Studien zur territorialstaatlichen Entwicklung des Hochstifts Paderborn im Zeitalter Dietrichs von Fürstenberg (1585–1618). (= Studien und Quellen zur Westfälischen Geschichte, Bd. 42); Paderborn 2003; ISBN 3-89710-176-9.
- Alois Schröer: Die Kirche in Westfalen im Zeichen der Erneuerung, II. Münster 1987, S. 108–135
- Soldan-Heppe: Geschichte der Hexenprozesse. Band 2, Reprint der Ausgabe von 1911, München, S. 55
- LThK IV, 1960, 470–71